# Anneau de vitesse de Grenoble
L'Anneau de vitesse de Grenoble construit en 1966 est un anneau de glace créé pour les Jeux olympiques d'hiver de 1968 et situé dans le parc Paul-Mistral, non loin de la mairie de Grenoble et de la halle Clemenceau.
Il a été inauguré par le maire de Grenoble, Hubert Dubedout, le 23 décembre 1966.

## Description

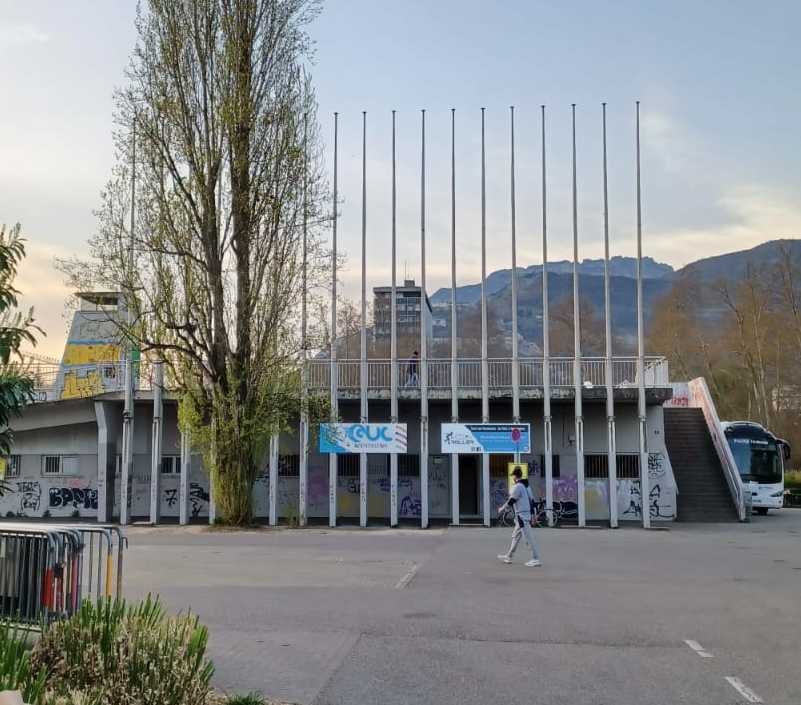
Mâts pour les drapeaux et bâtiment administratif (correspondant à l'arrière des tribunes) à l'anneau de vitesse de Grenoble.

L'anneau de vitesse a été construit à l'extérieur, sur une dalle de béton réfrigérée par plus de 125 km de tube alimenté par une centrale de réfrigération par détente directe de l'ammoniac. Les tribunes sont également en béton et permettent d'abriter les locaux nécessaires aux Jeux olympiques (bureaux, vestiaires, infirmerie, bar et installations frigorifiques) ainsi que 2 500 places assises.
La boucle fait 350 m, à la corde et 400 m au niveau de la ligne centrale pour une largeur de piste de 14 m. La piste réglementaire comprend deux lignes droites de 111,945 mètres complétées au Sud par une piste d'entraînement de 111 mètres sur 30, créant une surface patinable totale de 8 970 m2. La glace est refroidie à −7 °C et requiert 2 500 000 à 3 000 000 frigories par heure.

## Histoire

### Construction

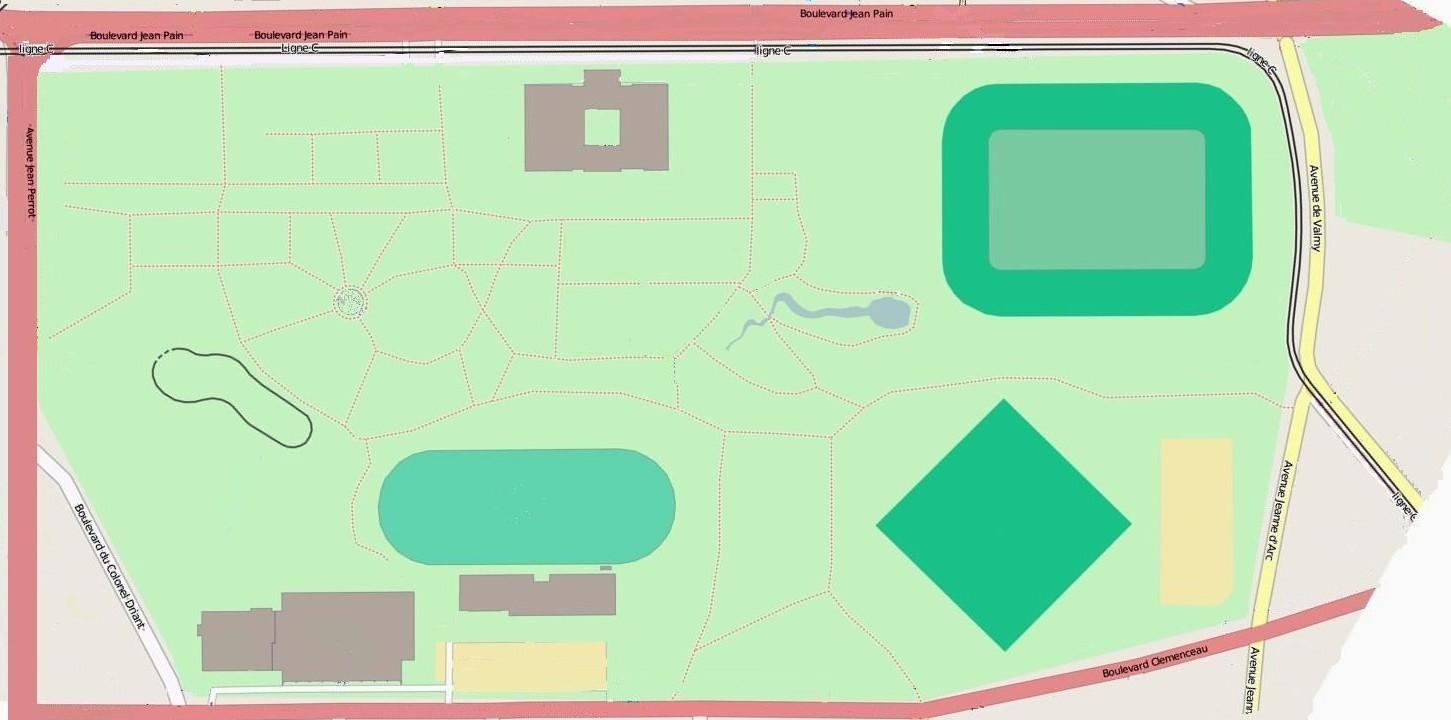
Un schéma du parc Paul Mistral. L'anneau de vitesse est l'ovale au sud du parc, avec ses bâtiments attenants.

Le programme de réalisation des Jeux olympiques est créé en septembre 1964 et le site est immédiatement attribué à la ville de Grenoble. Les plans définitifs sont adoptés au printemps 1965. La construction s’étend de février à novembre 1966. La préparation et l'entretien des lieux sont assurés par l'armée française après le protocole d'accord du 20 octobre 1967 entre les ministères des armées et de la jeunesse et des sports.
En janvier 1967, les premières compétitions internationales sont organisées sur l’anneau de vitesse de Grenoble.
Un anneau de vitesse en plein air est aménagé au Sud du parc Paul-Mistral et à côté du Stade de Glace. D'une capacité de 2 500 spectateurs, il compte une piste de 400 m de longueur et 14 m de largeur pour les épreuves de patinage de vitesse,. Il inclut également une patinoire à l’intérieur de l’anneau, réservée aux patineurs artistiques. La construction de l’anneau de vitesse est prise en charge par la municipalité de Grenoble.
La glace est mise en place en deux jours et deux nuits en décembre 1967.

### Jeux olympiques d’hiver de 1968
Quatre records du monde sont battus, dont deux homologués, pendant les Jeux olympiques. Les organisateurs des Jeux attribuent ceci à la qualité de la glace. Celle-ci serait due à une dalle de béton parfaitement plane, une répartition du froid homogène dans la dalle, et une utilisation d'eau de Grenoble déminéralisée plutôt que d'eau non altérée. Le 12 février, le record du monde du 3 000 mètres femmes est notamment battu par les dix premières du classement.

### Après les Jeux olympiques
Après les Jeux olympiques, l’anneau de vitesse est conservé tel quel.

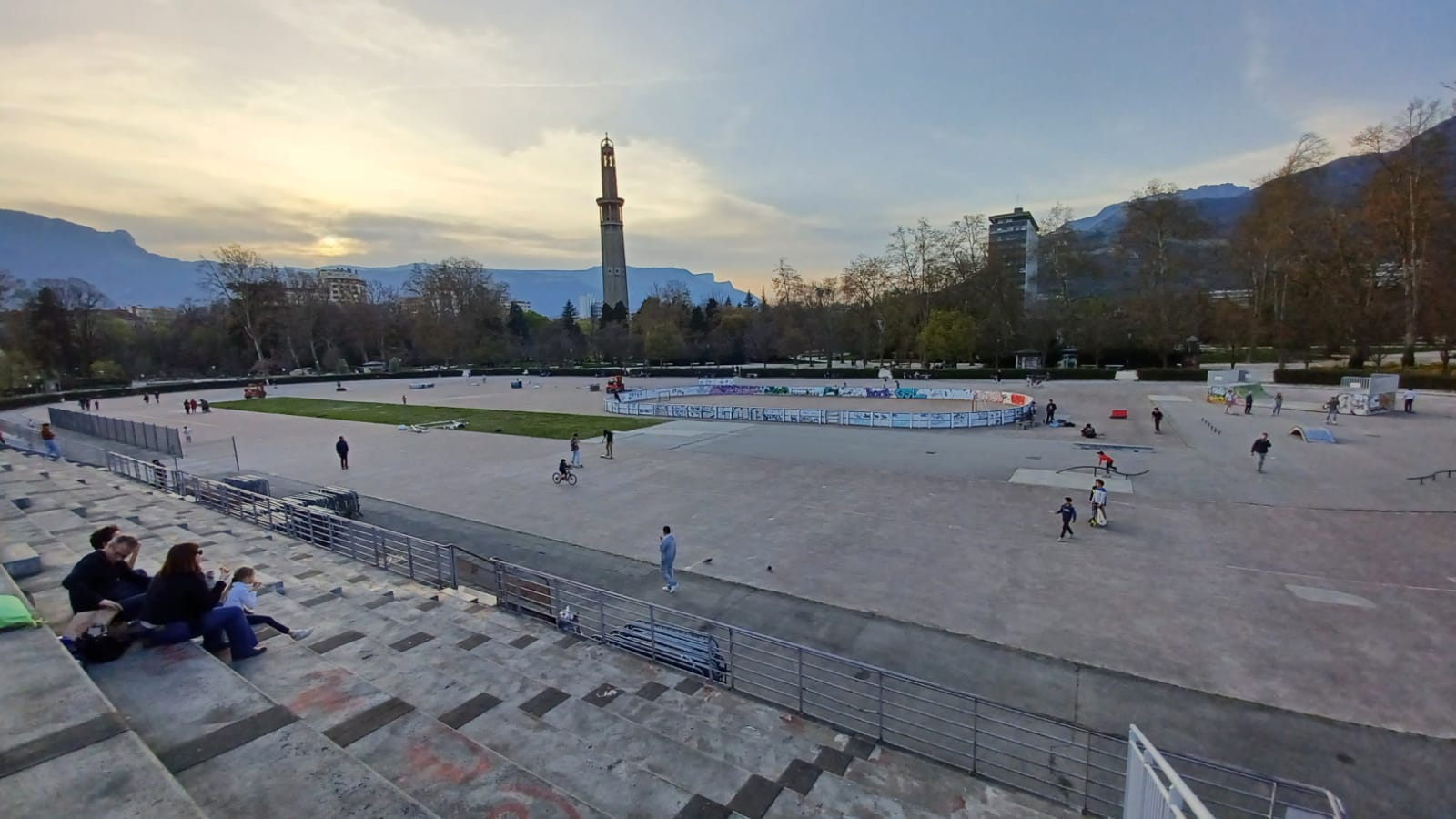
L'anneau de vitesse de Grenoble en mars 2022.

#### Infrastructure sportive
Depuis, ce site est utilisé comme piste de roller, mais aussi pour certains concerts à l'exterieur.

#### Lieu d’événements

Rassemblement Je suis Charlie à Grenoble en 2015.

En 2015, l'anneau devient lieu de rassemblement pour la population grenobloise dans le cadre d'hommages nationaux :
- Le 11 janvier, 110 000 personnes défilent dans les rues de Grenoble en soutien aux victimes des attentats de janvier 2015 en France[16] et terminent le cortège sur l'anneau de vitesse.
- Le 14 novembre, 5 000 personnes se réunissent sur l'anneau de vitesse pour rendre hommage aux victimes des attentats de Paris[17].

Lors des célébrations du cinquantième anniversaire des Jeux olympiques d'hiver de 1968 organisés à Grenoble, la chaine TéléGrenoble réalise le 6 février 2018 sur l'anneau de vitesse, une soirée spéciale de 75 minutes contenant un spectacle chorégraphique et pyrotechnique en l'honneur de ces Jeux. Les sportifs de l'époque comme Jean-Claude Killy, Marielle Goitschel ou Alain Calmat y sont les invités.